# Гурова, Александра Тихоновна
Александра Тихоновна Гурова (19 ноября 1909 — 16 мая 1982) — заведующая молочно-товарной фермой колхоза «Большевик» Старооскольского района Белгородской области, Герой Социалистического Труда (1958).

## Биография
Родилась в слободе Троицкая (ныне — в черте Старого Оскола). В 1930 году одной из первых вступила в колхоз «Большевик», стала работать дояркой, а затем возглавила молочно-товарную ферму. В 1939 году ферма была утверждена участницей Всесоюзной сельскохозяйственной выставки.
11 марта 1958 года Указом Президиума Верховного Совета СССР за достижение высоких показателей в производстве продукции животноводства заведующей молочно-товарной фермой колхоза «Большевик» Старооскольского района А. Т. Гуровой присвоено звание Героя Социалистического Труда.
В 1960-е вышла на пенсию. Скончалась 16 мая 1982 года.

## Награды
- Герой Социалистического Труда (1958);
- орден Ленина (1958);
- орден Трудового Красного Знамени (1971)
- Медаль «За трудовую доблесть» (1949)